# Erich Kulka
Erich Kulka (hebrejsky אריך קולקה) (18. února 1911 Vsetín – 12. července 1995 Jeruzalém) byl česko-izraelský spisovatel, historik a novinář, přeživší holokaustu. Po roce 1945 zasvětil svůj život prezentaci a publikaci informací o hrůzách holokaustu druhé světové války.

## Životopis
Za protinacistickou odbojovou činnost před druhou světovou válkou byl v roce 1939 zatčen gestapem a uvězněn na brněnském Špilberku, později v koncentračních táborech Dachau, Sachsenhausen, Neuengamme a v letech 1942–1945 ve vyhlazovacím táboře Auschwitz-Birkenau (Osvětim). V Auschwitz-Birkenau vedl spolu s Otou Krausem a dalšími židovskými spoluvězni zámečnickou dílnu, což mu umožnilo přístup do jiných táborů v komplexu Auschwitz-Birkenau a poznat provoz i hrůzy vyhlazovacího komplexu. Během evakuace koncentračního tábora Osvětim v lednu 1945 se mu spolu s jeho dvanáctiletým synem podařilo uniknout z pochodu smrti.
Po druhé světové válce napsal společně s Otou Krausem knihu Továrna na smrt, dnes již klasické dokumentární dílo o vyhlazovacím táboře Auschwitz-Birkenau. Zvláštní kapitolou knihy je historie a zánik „českého rodinného tábora“ v Birkenau, popisující vyhlazení tisíců českých Židů, deportovaných do Auschwitz-Birkenau z koncentračního tábora Terezín. Kniha vyšla v sedmi rozšířených vydáních česky a byla přeložena do mnoha jazyků. Další kniha, Noc a mlha (spoluautor Ota Kraus), je studií o ekonomii nacistických koncentračních táborů a genocidy. O frankfurtském procesu s osvětimskými zločinci pojednává jeho dílo Soudcové, žalobci, obhájci. Při tomto procesu v roce 1964 svědčil jak on, tak jeho syn Otto Dov Kulka,pozdější profesor historie na Hebrejské univerzitě v Jeruzalémě. V tomto období z vědecké a literární tvorby zachytil Eichmannův proces v Jeruzalémě a jeho historická novela Útěk z tábora smrti popisuje útěk českého vězně Vítězslava Lederera z „rodinného tábora“ v Birkenau a jeho pokus varovat kamarády v Terezíně a světovou veřejnost o nacistické genocidě Židů.
Za sovětské invaze v roce 1968 emigroval z Československa do Izraele, kde pokračoval ve své výzkumné činnosti na Hebrejské univerzitě a v památníku holocaustu Jad vašem v Jeruzalémě. Výsledkem jsou historické studie, které poprvé v historii tematizovaly významnou účast českých a slovenských Židů v boji za osvobození Československa za druhé světové války: Židé v československé Svobodově armádě a Židé v československém vojsku na Západě.
V Izraeli patřil k nejaktivnějším členům Sdružení československých imigrantů a Ligy izraelsko–československého přátelství. V roce 1977 spoluzakládal Muzeum tolerance Wiesenthalova Centra v Los Angeles. K dalším projektům patřilo založení světového sdružení přeživších Osvětim a vydávání časopisu „The Voice of Auschwitz Survivors“ anglicky, hebrejsky a německy.
Po sametové revoluci usiloval o oživení židovského života v Československu členstvím v pražské náboženské komunitě, účastí na mezinárodních konferencích a přednáškami v Čechách a na Slovensku. Do tohoto období spadají i nová rozšířená vydání shora uvedených knih a jiných českých publikací. Z jeho iniciativy byl postaven na místě nacisty vypálené synagogy v jeho rodném Vsetíně pomník a na kamenných deskách na zdi židovského hřbitova byla vyryta jména obětí holokaustu města Vsetína a jeho okolí. Do posledního roku svého života se aktivně podílel na znovuvybudování politických, vědeckých a kulturních styků mezi Izraelem a Českou republikou.
Za celoživotní dílo mu byl v roce 1989 udělen americkou univerzitou Spertus College of Judaica v Chicagu čestný doktorát.
V roce 1993 založil nadaci na Hebrejské univerzitě v Jeruzalémě, která nese jeho jméno a uděluje ceny doktorandům za vynikající práce v oblasti výzkumu dějin českých Židů a holocaustu. Laureáti této ceny přednášejí dnes na izraelských univerzitách, na Harvardově univerzitě a také v Moskvě.
Jeho vědecká knihovna je uchována v Bejt Terezín v Giv'at Chajim Ichud v Izraeli a jeho archív v Centrálním archivu Památníku holocaustu Jad vašem v Jeruzalémě.
V listopadu 2004 mu byl odhalen pomník (portrét od akademického sochaře Josefa Vajce) v Muzeu ghetta Terezín. K výročí jeho narození byla roku 2011 vydána Hebrejskou univerzitou v Jeruzalémě a Židovským muzeem v Praze pamětní kniha Erich Kulka 1911–1995. Život jako poslání za ty, kteří se nevrátili. Sto let od jeho narození (česky, anglicky, hebrejsky).

## Dílo
- My mrtví žalujeme! (spoluautor Ota Kraus), Vsetín 1945
- Továrna na smrt (spoluautor Ota Kraus), Praha 1946, 1950, 1955, 1956, 1957, 1959, 1964; německy: Berlín 1957, 1958, 1991; maďarsky: Budapešť 1957, 1958; rusky: Moskva 1960; estonsky: Tallinn 1960; hebrejsky: Jeruzalém 1960; rumunsky: Bukurešť 1959, 1963; anglicky: Oxford 1966; řecky: Athény 1979
- Noc a mlha (spoluautor Ota Kraus), Praha 1958, 1966; maďarsky: Budapešť 1961; německy: Berlín 1963
- Frankfurtský proces, Praha 1964
- Soudcové, žalobci, obhájci, Praha 1966; slovensky: Tu sa končia stopy SS…, Bratislava 1965
- Útěk z tábora smrti, Praha 1966, 2011; Escape from Auschwitz, South Halley MA 1986
- Únos ze San Fernanda (spoluautorka Věra Trochtová), Praha 1968
- Sbírka svědectví a dokumentů o účasti československých Židů v odporu proti nacistickému Německu, Jeruzalém 1976
- The Holocaust is being denied! : The answer of Auschwitz survivors, Tel Aviv 1977; německy: Jeruzalém 1975, Tel Aviv 1977
- Židé v československé Svobodově armádě, Sixty-Eight Publishers, Toronto 1979; Samizdat (Charta 77), Praha 1981; Naše vojsko, Praha 1990; hebrejsky: Jeruzalém 1977; anglicky: Jews in Svoboda’s army in the Soviet Union, Jerusalem and Lanham, London, New York 1987
- Židé v československém vojsku na západě, Naše vojsko, Praha 1992.